# 241 v.Chr.

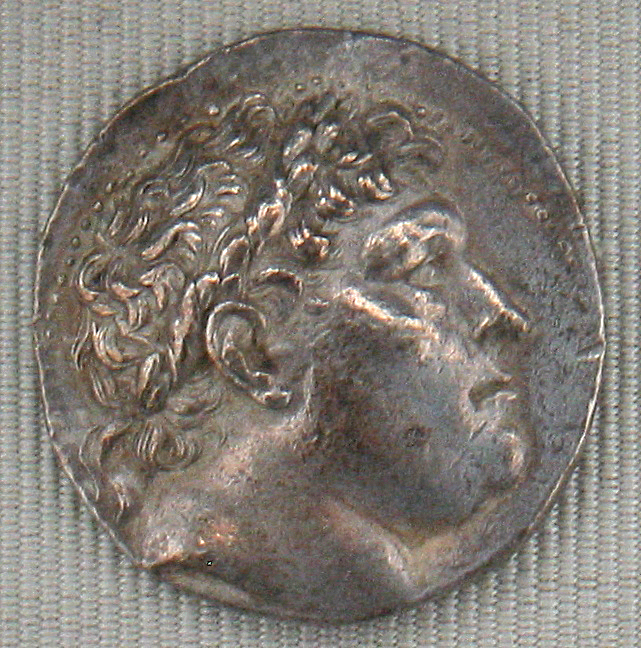
Eumenes I van Pergamon

Het jaar 241 v.Chr. is een jaartal in de 3e eeuw v.Chr. volgens de christelijke jaartelling.

## Gebeurtenissen

### Klein-Azië
- Attalus I (r. 241 - 197 v.Chr.) volgt zijn oom Eumenes I op als koning van Pergamon. Hij besluit de hoofdstad tot "het Athene van Klein-Azië" te maken.

### Griekenland
- Aratos van Sikyon begint een veldtocht in Aetolië en krijgt militaire steun van Agis IV.

### Perzië
- Einde van de Derde Syrische Oorlog, Ptolemaeus III Euergetes sluit vrede met Seleucus II Callinicus van het Seleucidenrijk.
- Ptolemaeus III accepteert de rivier de Orontes in Zuid-Syrië als landsgrens van het Ptolemaeïsch Egypte en bezet Antiochië, Cilicië en het eiland Samos.

### Italië
- 10 maart - Slag bij de Egadische Eilanden: De Carthaagse vloot onder Hanno de Grote wordt voor de westkust van Sicilië door de Romeinen onder leiding van Gaius Lutatius Catulus vernietigd.
- De Carthagers evacueren de havensteden Drepanum en Lilybaeum, Hamilcar Barkas wordt gedwongen een vredesoverleg te beginnen.
- Einde van de Eerste Punische Oorlog, Carthago sluit een vredesverdrag met Rome, Sicilië en de eilanden Corsica en Sardinië worden ingelijfd bij de Romeinse Republiek.
- Gaius Aurelius Cotta laat de Via Aurelia aanleggen, de weg loopt van Rome naar Pisa langs de Tyrreense kust.
- De Romeinen veroveren en verwoesten de Etruskische stad Falerii Veteres.

## Geboren
- Antiochus III de Grote (~241 v.Chr. - ~187 v.Chr.), koning van het Seleucidenrijk (Syrië)

## Overleden
- Agis IV, koning van Sparta
- Arkesilaos, Grieks filosoof
- Eumenes I, koning van Pergamon
- Tiberius Coruncanius, Romeins consul